# Taiyuanella
Taiyuanella es un género de foraminífero bentónico de la Subfamilia Taiyuaninae, de la familia Schwagerinidae, de la superfamilia Fusulinoidea, del suborden Fusulinina y del orden Fusulinida. Su especie tipo es Taiyuanella subsphaerica. Su rango cronoestratigráfico abarcaba el Wordiense (Pérmico medio).

## Discusión
Clasificaciones más recientes incluyen Taiyuanella en la superfamilia Schwagerinoidea, y en la subclase Fusulinana de la clase Fusulinata.

## Clasificación
Taiyuanella incluye a las siguientes especies:
- Taiyuanella dongshanensis †
- Taiyuanella furoni †
- Taiyuanella megaprolocula †
- Taiyuanella subcylindrica †
- Taiyuanella subsphaerica †